# Chiesa di San Giacomo (Abbeville)
La chiesa di San Giacomo era un luogo di culto di Abbeville.

## Storia e descrizione
Fu edificata in stile neogotico su progetto di Victor Delefortrie, in sostituzione di una precedente chiesa quattrocentesca.
I lavori, iniziati nel 1868, terminarono nel 1876, mentre nella torre campanaria furono poste due campane, rispettivamente risalenti al 1737 e al 1645.
Sopravvissuta ai bombardamenti della prima guerra mondiale, nel tempo la chiesa andò incontro ad un lento decadimento, soprattutto all'inizio del XXI secolo, con il crollo di porzione della copertura, il cedimento degli elementi decorativi e, in particolare, della sommità del pinnacolo sito sulla torre campanaria.
Nel 2013 l'amministrazione comunale decretò la demolizione dell'edificio, oramai interdetto al pubblico per motivi di sicurezza. La chiesa venne rasa al suolo in pochi mesi.
L'area è stata trasformata in uno spazio verde, percorso da viali alberati che richiamano la pianta a croce latina dell'edificio scomparso.

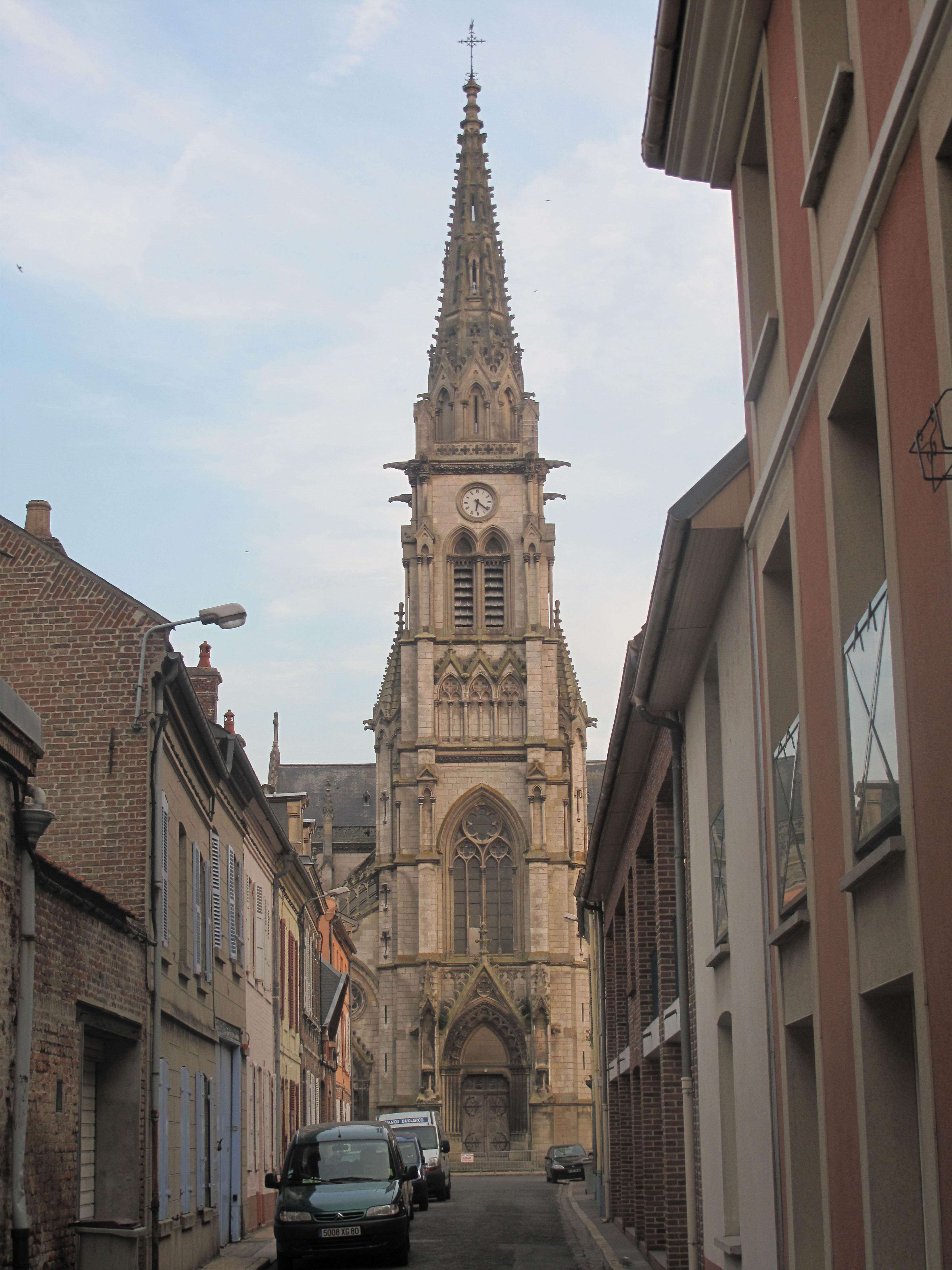
Facciata e torre campanaria
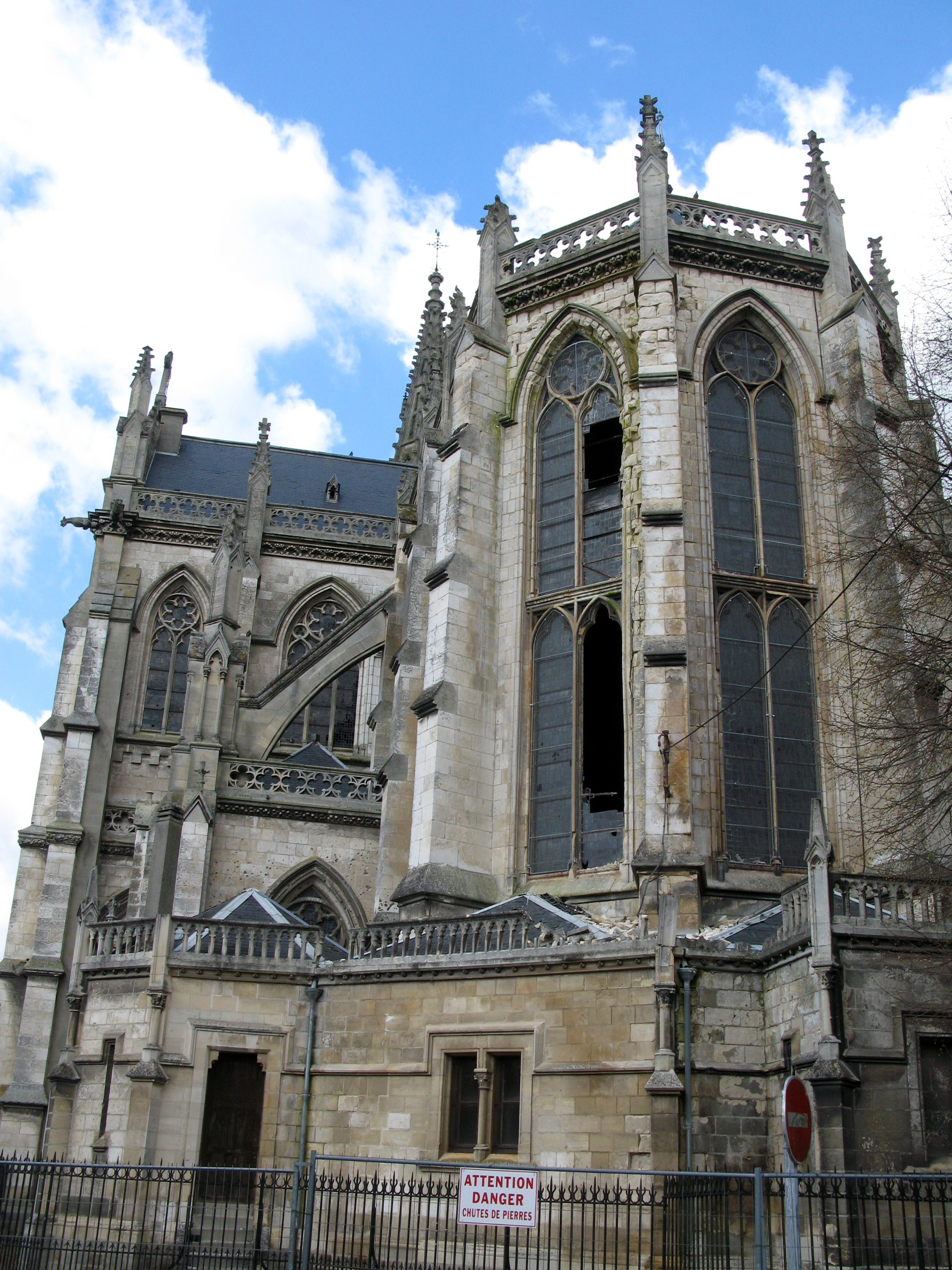
Abside, in degrado
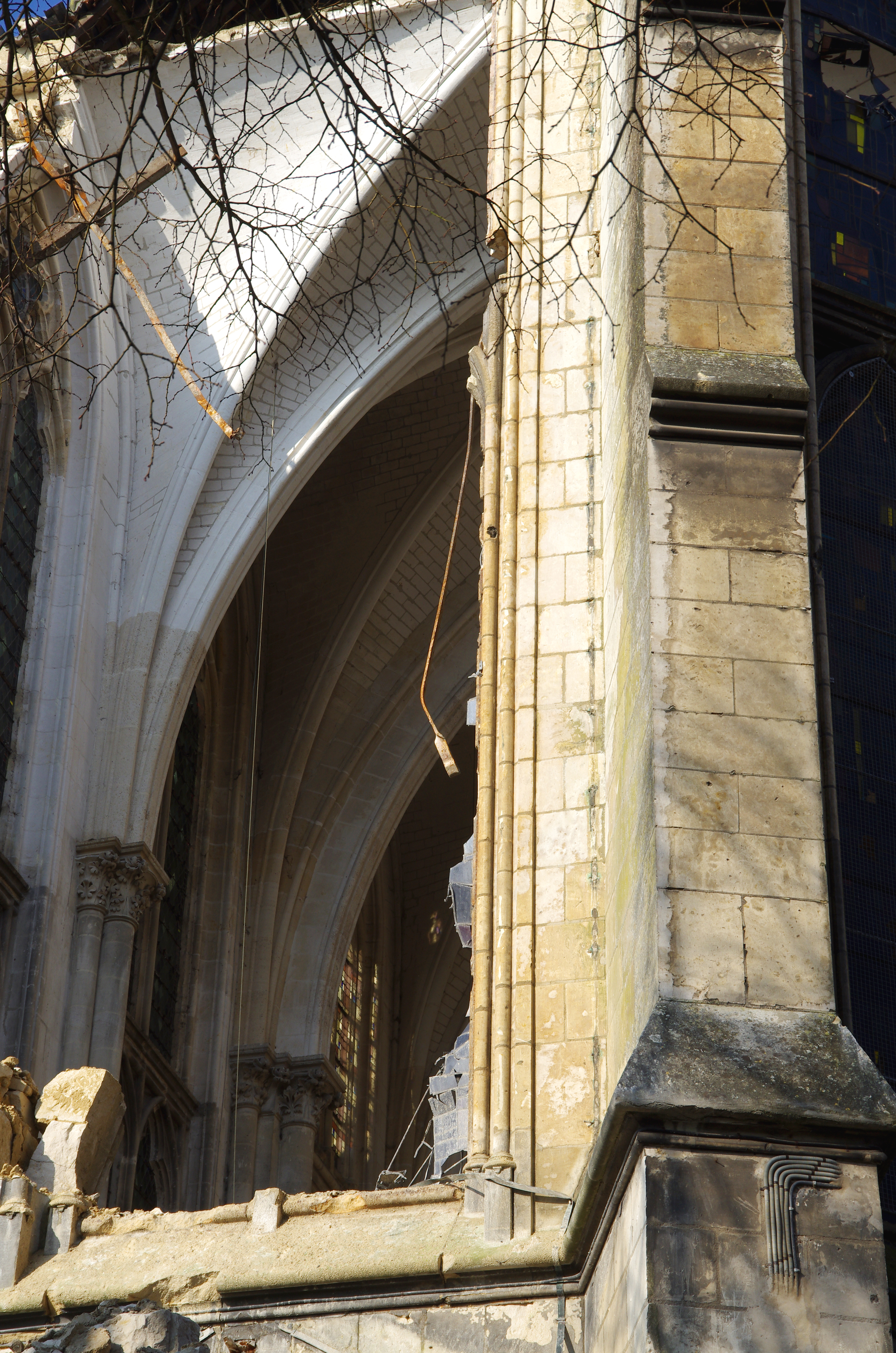
Demolizione della chiesa, 2013